# Myrteta moupinaria
Myrteta moupinaria là một loài bướm đêm trong họ Geometridae.